# Футбэг

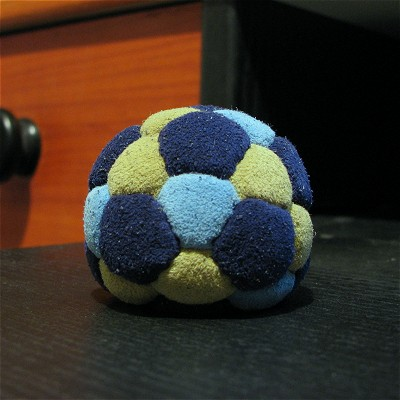
Футбэг фристайл (32 панели)

Футбэг (от англ. foot — нога и bag — мешок) — небольшой мяч, также называемый коротко — бэг, различные вариации которого используются в ряде игр, а также объединённое название различных видов спорта, где используется этот мяч. Если не брать во внимание различные вариации, где необходимо ударять мяч ногами, передавая его другим игрокам, существует две самых распространённых дисциплины в футбэге: футбэг фристайл и футбэг нет-гейм. В России более распространена другая игра, в которой используется похожий мяч. Она носит название сокс и представляет собой упрощённый вариант одной из разновидностей футбэга. На западе для обозначения как игры, так и мяча используют также название Hacky Sack, несмотря на то, что это торговая марка корпорации Wham-O Inc и наименование соответствующей продукции.

## История
Современный футбэг зародился в 1972 году в городе Орегон, штат Орегон, в Америке, когда Джон Сталбергер встретил Майка Маршалла, который играл с небольшим самодельным мешочком, набитым бобами. Джон до этой встречи искал способ восстановить своё поврежденное колено и увидел в этой незамысловатой игре не только способ излечить болезнь, но и с интересом провести время. Для игры придумали название — «Hack The Sack».
Вскоре простая заинтересованность переросла в желание как можно шире распространить придуманную ими игру. Джон и Майк создали продукт, который они зарегистрировали под торговой маркой «Hacky Sack» и разработали план по продвижению спорта и соответствующего товара. В то же время они придумали термин для спорта — «футбэг». Таким образом, «Hacky Sack» на данный момент — торговая марка, но до сих пор это название используют как для мяча, так и для спорта в целом, независимо от того, кем произведена соответствующая продукция.
Когда Майк Маршалл умер в 1975 году от сердечного приступа в возрасте 28 лет, Джон решил реализовать их совместное видение футбэга как спорта, продолжив продвижение игры. При помощи многих сподвижников он сформировал организацию — National Hacky Sack Association. Вскоре, Джон продал все права на торговую марку и продукцию «Hacky Sack» компании Kransco (которая работает под лейблом Wham-O), производившую диски фрисби.
Стараниями Джона Сталбергера и Майка Маршалла, а затем и многих других заинтересовавшихся лиц, футбэг приобретал всё большую известность и в конце концов перерос рамки простого развлечения, став общепризнанным спортом, и получив большое распространение не только в Америке, но и во многих других странах. Следуя моделям волейбола и тенниса, игроки стали перекидывать мяч ногами через сетку. Так появилась одна из самых популярных дисциплин в футбэге — нет-гейм. Другой распространённой формой игры стал фристайл — несколько людей играют в кругу, выполняя с помощью мяча различные трюки и передавая его другим играющим. Футбэг фристайл — это также соревновательная форма выступления, где спортсмены исполняют подготовленную программу с музыкальным сопровождением, близкую по типу к фигурному катанию или аэробике.
Существует организация, которая управляет различными аспектами соревновательной части футбэга — Международный комитет футбэга (International Footbag Commitee). Также за развитием футбэга следит другая организация — Международная ассоциация игроков в футбэг (International Footbag Players' Association).
Примерно в начале 90-х годов футбэг проник в Россию, сначала в видоизменённом варианте под названием «сокс» (вероятнее всего от искаженного «сэк», sack (от англ.: Hacky Sack). Но затем стал распространяться и футбэг, в том виде, в каком он существует во всём остальном мире. Хотя даже сейчас о футбэге в нашей стране знают немногие, а развитие этого вида спорта поддерживается небольшим количеством энтузиастов.

## Экипировка
Существует лишь одна совершенно необходимая вещь для футбэга — сам мяч. Для более продуктивной игры необходима соответствующая обувь. Также стоит обратить внимание на одежду — наибольшее удобство достигается при игре в шортах и не стесняющей движений майке.
Футбэги различаются по цвету, материалу, технологии создания, наполнителю. Существуют различные вариации мячей для игры в нет-гейм и для игры во фристайл. Для нет-гейма используют более плотно набитые мячи из упругих, жёстких материалов, часто — кожи. Это связано с тем, что в нет-гейме футбэг всегда отбивается и нет необходимости в его задержках. Для фристайла используют менее упругие материалы и меньшее количество наполнителя.
Футбэги могут быть вязаными или сшитыми из нескольких кусочков материи. Количество таких кусочков — панелей, в разных моделях изменяется от 2 до 120. Обычно, чем больше панелей у бэга, тем более круглую форму он принимает и тем более трудно его задержать на ноге или другой части тела. Оптимальным количеством панелей по соотношению сферичность/жёсткость, для фристайл футбэгов по признанию большинства игроков в мире являются 32 панели. Футбэги наполняют песком, пластиковым наполнителем, металлическими частями для утяжеления. Материалом для пошива обычно выступают различные виды замши или facile — для профессиональных мячей. В ограниченном количестве существуют необычные виды футбэгов, сделанные, например, из металлической проволоки. Некоторые, не имея достаточного представления о спорте, делают экзотические мячи из подручных средств — сшитых носков и самого разнообразного наполнителя.
Футбэги, предназначенные для игры во фристайл, обычно нуждаются в так называемой дополнительной «разбивке» или брейкине (break-in), чтобы упругий поначалу мяч стал более податливым и легко ложился на ногу. Это достигается после некоторого времени игры, а также с помощью стирки мяча. Стирать футбэг также необходимо при частой игре на улице. После продолжительного или короткого, но неаккуратного использования, материал протирается и появляются дыры, которые можно зашить или залить клеем. Конечно, мяч может достичь такого состояния, что играть им становится просто невозможно, тогда просто нужно купить новый мяч. Футбэг не самого высокого уровня можно приобрести в магазине. Профессиональные мячи делаются только вручную, и стоят несколько дороже.
Для продуктивной игры в футбэг также важна правильная обувь. Сначала можно обойтись недорогими кедами или кроссовками, но в профессиональном спорте выбор обуви играет значительную роль. Большинство игроков во всём мире использует один из перечисленных ниже типов обуви: Adidas Rod Laver, Adidas Clima Cool 1s, Dunlop Volleys или Reebok G-Unit G6s. Недавно, на основе Adidas Rod Laver была создана специально предназначенная для фристайла обувь — Quantum Shoe. Помимо самой обуви, важную роль играет способ её шнуровки. Существуют специальные методы шнуровки ботинок для футбэга. Четыре варианта шнуровки для футбэга: 

## Футбэг фристайл
Футбэг фристайл — дисциплина, где игроки демонстрируют своё мастерство, выполняя различные трюки с футбэгом. Трюки состоят из вращений ногами вокруг мяча, задержек на поверхностях ног и ударов. Непрерывно соединяясь один за другим, трюки составляют связки, которые не оставят равнодушными сторонних наблюдателей. Фристайл — очень зрелищный спорт, где игрок может бесконечно оттачивать свои невероятные способности.
Во фристайле уже существует огромное количество трюков, и игроки не перестают придумывать новые и новые концепции. В основном для игры используются поверхности ног: «Toe»-носок, «In Side»-внутренняя поверхность обуви.
Наиболее распространённая «игра в футбэг» среди новичков — это простое «набивание» мяча в кругу.
Основная соревновательная дисциплина в футбэг фристайл — «рутина». Это двухминутное выступление под музыку, где от игрока требуется умение не только делать связки, но и гармонично сочетать их с выбранной музыкой, комбинируя трюки и артистичные элементы.

## Футбэг нет-гейм
Нет-гейм комбинирует элементы тенниса, бадминтона и волейбола. Нет-гейм играют поодиночке или парами. Игроки перекидывают мяч через 5-футовую (~150 см) сетку, причём касания производятся только ногой ниже колена. Расположение и размеры корта похожи на таковые в бадминтоне. Подсчёт очков схож со старой системой, использовавшейся в волейболе (очко засчитывается только при подаче). Как и в теннисе, подавать можно только по диагонали (каждая половина корта делится на 2 равные части перпендикулярно сетке). Игра идёт до 11 или 15 очков, при этом разница должна составлять минимум 2 очка. Профессиональные игроки имеют в своём арсенале множество сложных, непредсказуемых ударов, зачастую выполняющихся в воздухе.